# José Joaquín Inclán
José Joaquín Inclán González-Vigil, (Tacna, 1818 - Arica, 7 de junio de 1880) fue un militar y político peruano, héroe de la batalla de Arica. 

## Biografía
Hijo de José Suárez Inclán y María del Carmen González-Vigil Yáñez. Era sobrino del célebre clérigo Francisco de Paula González-Vigil. Hizo sus primeros estudios en su ciudad natal, y los culminó en el Colegio Nacional de la Independencia Americana, de Arequipa. De regreso a Tacna, se incorporó al ejército en calidad de cadete, en 1838. 
Su bautizo de fuego se dio durante la guerra entre Perú y Bolivia de 1841-1842. Luego se unió a la revolución constitucional iniciada en Tacna por los generales Domingo Nieto y Ramón Castilla contra el Directorio de Manuel Ignacio de Vivanco. A las órdenes de Castilla se alistó en el Batallón “Tacna”, combatiendo en la batalla de San Antonio (Moquegua), del 28 de octubre de 1843, y en la batalla de Carmen Alto (Arequipa), del 17 de julio de 1844, que fue la victoria final de los constitucionales.
Años después, se sumó a la Revolución Liberal de 1854, encabezada por Castilla contra el gobierno de José Rufino Echenique. Ascendido a teniente coronel, fue tomado prisionero cuando realizaba un reconocimiento antes de la batalla de La Palma del 5 de enero de 1855.
Ya bajo el segundo gobierno de Castilla, fue nombrado intendente y luego prefecto de Tacna. Fue elegido senador por Moquegua en 1858. Ya con el rango de coronel, se le encomendó la instrucción de la Guardia Nacional en Tacna, en 1863.
Se sumó a la revolución iniciada en Arequipa por el coronel Mariano Ignacio Prado contra el gobierno de Juan Antonio Pezet, acusado de demostrar debilidad ante la actitud prepotente de la Escuadra Española del Pacífico. Fue nombrado comandante general del sector norte de las baterías del Callao. En ese puesto luchó en el combate del Callao del 2 de mayo de 1866.
Retornó a su ciudad natal y por un corto periodo disfrutó de la tranquilidad familiar en su finca de Piedra Blanca. 
En 1868 fue nombrado prefecto de Moquegua. En 1870 ofició de superintendente de las obras de irrigación realizadas en Tacna por medio de un canal abierto desde el río Uchusuma. 
Luego pasó a ser sucesivamente alcalde de Moquegua y prefecto del Callao. Desempeñaba este cargo cuando estalló la Guerra del Pacífico en abril de 1879. Inmediatamente se reincorporó al ejército y marchó al Sur con las primeras divisiones que salieron en campaña. Al organizarse la defensa de Arica, fue nombrado comandante general de la 7.ª División, emplazada en las baterías del fuerte Este.
Durante la batalla de Arica tuvo una actuación muy destacada. Abrumado por el ataque de dos regimientos chilenos, se replegó a Cerro Gordo, donde resistió fieramente, con revólver en una mano y espada en la otra, para caer finalmente abatido por las balas enemigas y por su patria. Está enterrado en la Cripta de los Héroes en el Cementerio Presbítero Matías Maestro de Lima.